# Estación de Zweisimmen
La estación de Zweisimmen es una estación ferroviaria de la comuna suiza de Zweisimmen, en el Cantón de Berna.

## Historia y situación

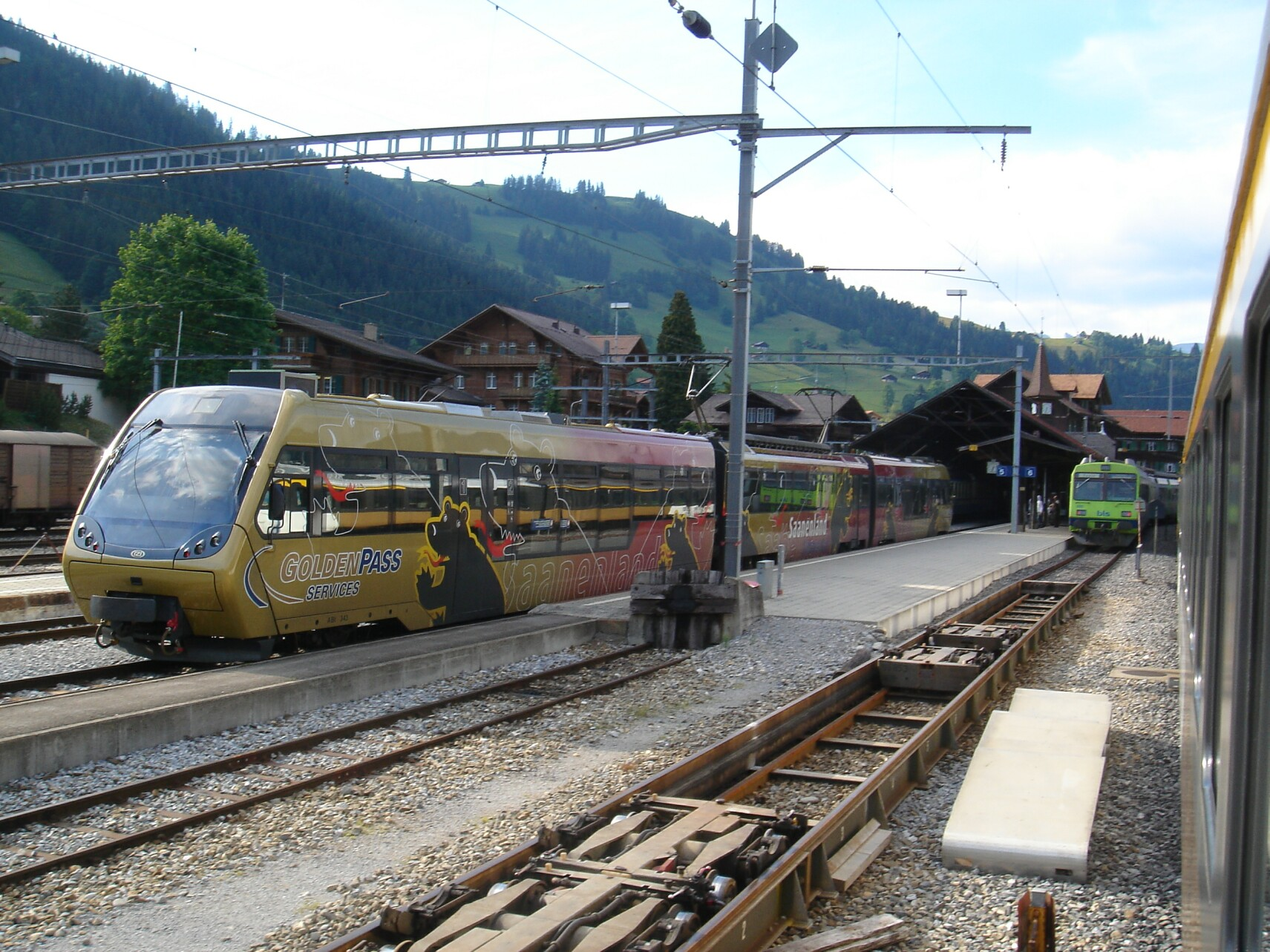
Bt 243 en la estación de Zweisimmen junto al foso de material rodante

La estación de Zweisimmen fue inaugurada en el año 1902 con la puesta en servicio del tramo Erlenbach im Simmental - Zweisimmen de la línea Spiez - Erlenbach im Simmental - Zweisimmen por parte del Erlenbach-Zweisimmen-Bahn (EZB). En 1905 se inauguró el tramo Gstaad - Zweisimmen de la línea de vía métrica Montreux - Zweisimmen por Chemin de fer Montreux–Oberland Bernois (MOB), que en 1912 aumentó la red con la puesta en servicio del tramo Zweisimmen - Lenk im Simmental. En 1942 EZB se fusionaría con Spiez-Erlenbach-Bahn (SEB), y creando Spiez-Erlenbach-Zweisimmen-Bahn (SEZ). SEZ pasaría a ser integrada en 1997 en BLS Lötschbergbahn, que al fusionarse en 2006 con Regionalverkehr Mittelland AG pasaría a ser BLS AG.
Se encuentra ubicada en el borde este del núcleo urbano de Zweisimmen. Cuenta con cuatro andenes, uno lateral exclusivo para BLS, uno central para BLS y MOB, y dos centrales para MOB, a los que acceden tres vías de BLS (ancho estándar) y cuatro vías de MOB (ancho métrico), a las que hay que sumar varias vías muertas de ambos anchos, y existiendo también unos depósitos de MOB. Es una estación término tanto para la línea a Spiez como para la línea a Montreux/Lenk im Simmental existiendo una bifurcación en el sur de la estación en la que se separan la línea que continúa a Montreux y el ramal que termina en Lenk im Simmental.
En términos ferroviarios, la estación se sitúa en la línea Spiez - Erlenbach im Simmental - Zweisimmen de BLS y en la línea Montreux - Zweisimmen - Lenk im Simmental de MOB. Sus dependencias ferroviarias colaterales son la estación de Grubenwald hacia Spiez, la estación de hacia Montreux y la estación de Utzenstorf en dirección Lenk im Simmental.

## Servicios ferroviarios
Los servicios ferroviarios de esta estación están prestados por BLS y por MOB:

### Regionales
- RE Berna - Spiez - Zweisimmen. Servicio semidirecto entre Berna y Spiez. Trenes cada hora. Entre Spiez y
- RE Interlaken Ost - Interlaken West - Spiez - Zweisimmen. Varios servicios al día, que usan coches panorámicos. Forman parte del recorrido Goldenpass.
- RE Montreux - Les Avants - Montbovon - Château-d'Œx - Gstaad - Zweisimmen. Trenes cada dos horas, que forman parte del itinerario Goldenpass con
- R Spiez - Zweisimmen. Servicios cada hora
- R Montreux - Les Avants - Montbovon - Château-d'Œx - Gstaad - Zweisimmen. Servicios cada hora.
- R Zweisimmen - Lenk im Simmental. Servicios cada hora, aunque en determinadas franjas hay más de un servicio a la hora.
- R Saanen  - Gstaad - Zweisimmen. Servicios cada hora que complementan a los Montreux - Zweisimmen.